# Districte municipal de Skuodas
El Districte municipal de Skuodas (en lituà: Skuodo rajono savivaldybė) és un dels 60 municipis de Lituània, situat dins del comtat de Klaipėda. La seva capital és la ciutat de Skuodas.

## Seniūnijos

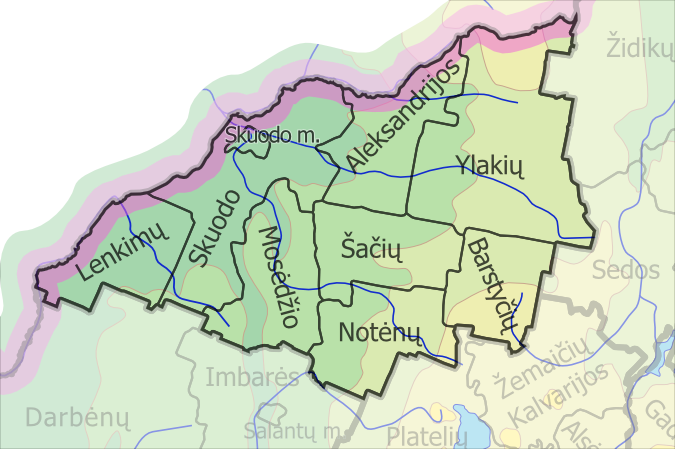
Mapa dels Seniūnijos

- Aleksandrijos seniūnija (Aleksandrija)
- Barstyčių seniūnija (Barstyčiai)
- Ylakių seniūnija (Ylakiai)
- Lenkimų seniūnija (Lenkimai)
- Mosėdžio seniūnija (Mosėdis)
- Notėnų seniūnija (Notėnai)
- Skuodo seniūnija (Skuodas)
- Skuodo miesto seniūnija (Skuodas)
- Šačių seniūnija (Šatės)